# Leucania tricorna
Leucania tricorna är en fjärilsart som beskrevs av Hreblay, Legrain och Shin-Ichi Yoshimatsu. Leucania tricorna ingår i släktet Leucania och familjen nattflyn. Inga underarter finns listade i Catalogue of Life.